# Terpsichore longicaulis
Terpsichore longicaulis är en stensöteväxtart som beskrevs av Michael Sundue och M. Kessler. Terpsichore longicaulis ingår i släktet Terpsichore och familjen Polypodiaceae. Inga underarter finns listade.